# Wahlbezirk Böhmen 45
Der Wahlbezirk Böhmen 45 war ein Wahlkreis für die Wahlen zum Abgeordnetenhaus im österreichischen Kronland Böhmen. Der Wahlbezirk wurde 1907 mit der Einführung der Reichsratswahlordnung geschaffen und bestand bis zum Zusammenbruch der Habsburgermonarchie.

## Geschichte
Nachdem der Reichsrat im Herbst 1906 das allgemeine, gleiche, geheime und direkte Männerwahlrecht beschlossen hatte, wurde mit 26. Jänner 1907 die große Wahlrechtsreform durch Sanktionierung von Kaiser Franz Joseph I. gültig. Mit der neuen Reichsratswahlordnung schuf man insgesamt 516 Wahlbezirke, wobei mit Ausnahme Galiziens in jedem Wahlbezirk ein Abgeordneter im Zuge der Reichsratswahl gewählt wurde. Der Abgeordnete musste sich dabei im ersten Wahlgang oder in einer Stichwahl mit absoluter Mehrheit durchsetzen. Der Wahlkreis Böhmen 45 umfasste die Gerichtsbezirke Königgrätz, Nechanitzl und Chlumetz, wobei folgende Gemeinden ausgenommen waren:
- aus dem Gerichtsbezirk Königgrätz die gleichnamige Stadt Königgrätz sowie die Gemeinde Hohenbruck (Wahlbezirk 24)
- aus dem Gerichtsbezirk Nechanitz die gleichnamige Stadt Nechanitz (Wahlbezirk 24)
- aus dem Gerichtsbezirk Chlumetz die gleichnamige Stadt Chlumetz (Wahlbezirk 25)

Aus der Reichsratswahl 1907 ging der Agrarier Hynek Srdinko als Sieger hervor. Bei der Reichsratswahl 1911 konnte Srdinko sein Mandat erfolgreich verteidigen.

## Wahlergebnisse

### Reichsratswahl 1907
Die Reichsratswahl 1907 wurde am 14. Mai 1907 (erster Wahlgang) sowie am 23. Mai 1907 (Stichwahl) durchgeführt.

#### Erster Wahlgang
| Kandidat                                                                       | Partei                                  | Wahlkreis- stimmen | Prozent |
| ------------------------------------------------------------------------------ | --------------------------------------- | ------------------ | ------- |
| Hynek Srdinko                                                                  | Tschechische Agrarpartei                | 5303               | 37,1 %  |
| Josef Malý                                                                     | Tschechische Sozialdemokratische Partei | 5177               | 36,2 %  |
| Pekař                                                                          | Agrarier                                | 1772               | 12,4 %  |
| Josef Netolický                                                                | Tschechisch national-soziale Partei     | 1633               | 11,4 %  |
| J. Štěpánek                                                                    | Fortschrittlicher Agrarier              | 380                | 2,7 %   |
|                                                                                | Sonstige Parteien                       | 36                 | 0,3 %   |
| Wahlberechtigte: 15.982, Ungültige/Leere Stimmen: 177, Wahlbeteiligung: 90,6 % |                                         |                    |         |

#### Stichwahl
| Kandidat                                                                       | Partei                                  | Wahlkreis- stimmen | Prozent |
| ------------------------------------------------------------------------------ | --------------------------------------- | ------------------ | ------- |
| Hynek Srdinko                                                                  | Tschechische Agrarpartei                | 8243               | 60,8 %  |
| Josef Malý                                                                     | Tschechische Sozialdemokratische Partei | 5319               | 39,2 %  |
| Wahlberechtigte: 15.982, Ungültige/Leere Stimmen: 188, Wahlbeteiligung: 86,0 % |                                         |                    |         |

### Reichsratswahl 1911
Die Reichsratswahl 1911 wurde am 13. Juni 1911 sowie am 20. Juni 1911 (Stichwahl) durchgeführt.

#### Erster Wahlgang
| Kandidat                                                                       | Partei                                  | Wahlkreis- stimmen | Prozent |
| ------------------------------------------------------------------------------ | --------------------------------------- | ------------------ | ------- |
| Hynek Srdinko                                                                  | Tschechische Agrarpartei                | 6440               | 47,0 %  |
| Bohumil Nykodým                                                                | Tschechische Sozialdemokratische Partei | 4732               | 34,5 %  |
| Josef Netolický                                                                | Tschechisch national-soziale Partei     | 1511               | 11,0 %  |
| Josef Kvasnička                                                                | Tschechische Christlichsoziale Partei   | 1000               | 7,3 %   |
|                                                                                | Sonstige Parteien                       | 25                 | 0,2 %   |
| Wahlberechtigte: 16.783, Ungültige/Leere Stimmen: 199, Wahlbeteiligung: 82,9 % |                                         |                    |         |

#### Stichwahl
| Kandidat                                                                      | Partei                                  | Wahlkreis- stimmen | Prozent |
| ----------------------------------------------------------------------------- | --------------------------------------- | ------------------ | ------- |
| Hynek Srdinko                                                                 | Tschechische Agrarpartei                | 7573               | 61,5 %  |
| Bohumil Nykodým                                                               | Tschechische Sozialdemokratische Partei | 4738               | 38,5 %  |
| Wahlberechtigte: 16.783, Ungültige/Leere Stimmen: 190, Wahlbeteiligung:74,5 % |                                         |                    |         |